# مزرعة فلاحتي (كنار شهر)
مزرعة فلاحتي (بالإنجليزية: Mazraeh-ye Falahat)‏ هي مستوطنة تقع في إيران في قسم كنار شهر الريفي.